# Villa Collemandina
Villa Collemandina – miejscowość i gmina we Włoszech, w regionie Toskania, w prowincji Lukka.
Według danych na rok 2004 gminę zamieszkiwało 1399 osób, 41,1 os./km².